# Viticulture en Autriche

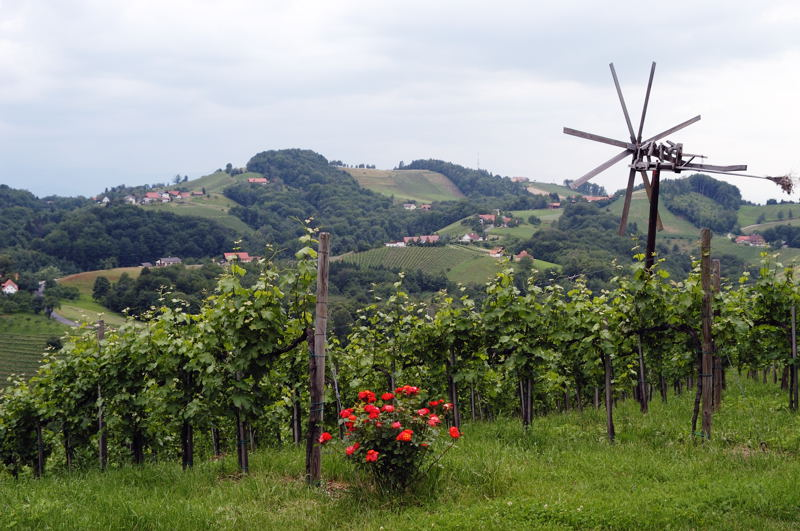
Vignoble dans le sud de la Styrie

La viticulture en Autriche remonte à la plus haute Antiquité. La vigne était cultivée en Autriche avant l’occupation romaine. Sa production tourne autour de 3 millions d'hectolitres avec 83 % de vin blanc.

## Histoire
L'origine celtique du vignoble de l'actuelle Autriche reste encore aujourd'hui une simple hypothèse. Les plus vieux pépins de raisin retrouvés à ce jour proviennent d'un dépotoir de l’Âge du bronze, à Stillfried, petit hameau d’Angern an der March en Basse-Autriche (vers 800 av. J.-C.). À Zagersdorf (Burgenland), dans un tumulus de la période de Hallstatt, on a retrouvé trois pépins de raisin, qui sont indiscutablement de la variété vitis et que l’archéobotanique a permis de dater des années 700 av. J.-C..

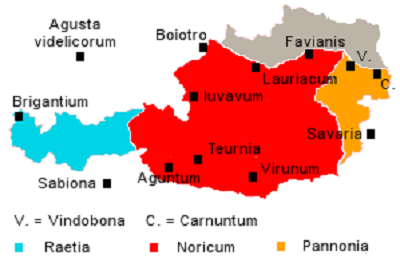
Provinces romaines et localités sur le territoire de l'Autriche contemporaine

La plus grande partie du territoire de l’Autriche actuelle a été conquis en 15 av. J.-Chr. par les Romains. L’empereur Claude, au cours de son règne (41–54 apr. J.-Chr.), administra personnellement la province de Norique, qui s'étendait au nord depuis le Danube et le Wienerwald, jusqu'aux vallées de l'Eisack et de la Drave au sud. Grâce aux Romains, la vigne se répandit rapidement à travers les provinces de Norique et de Pannonie. Cassius Dion, Sénateur romain, consul, écrivain et historien, qui fut entre autres gouverneur de Pannonie et de Dalmatie, déplore la piètre qualité des vins de Pannonie.
Malgré la brièveté du règne de Probus (276–282), cet empereur romain est assez connu en Autriche. Cela s’explique par la remarque suivante, que l'on relève au chapitre 18,8 de l’Historia Augusta :
« Gallis omnibus et Hispanis ac Brittannis hinc permisit,
ut vites haberent vinumque conficerent. »
« Il autorisa les Gaulois, les Ibères et les Bretons
à posséder des vignes et à produire du vin. »
Depuis, dans plusieurs régions viticoles du nord des Alpes (Autriche et vallée de la Moselle), Probus reste comme le monarque qui a développé les vignobles. Il est en tout cas certain que c'est vers le milieu du IIIe siècle que la production de ces régions est vraiment devenue importante.
Selon la Vita Sancti Severini d’Eugippe (511), il y avait déjà un vignoble à Mautern en 470. Un autre indice, quoiqu’incertain, vient de la découverte d’une serpette à Lauriacum (auj. Lorch, faubourg d’Enns en Haute-Autriche).
Les Grandes invasions ont mis un terme à la domination romaine, l’empire étant débordé par les  tribus germaniques. Après de multiples raids en Italie, les Goths d’Alaric Ier, venus d’Emona (l'actuelle Ljubljana) franchirent les Alpes Carniques et envahirent en 408 pour la première fois le Norique défendu par le général romain Stilicon. Après la chute de Rome, en 476, les invasions se multiplient et compromettent le développement de l’agriculture. Au VIe siècle, le pays est définitivement germanisé : les peuples qui l’habitent sont dénommés Bavarii et leur palais est Ratisbonne ; plus à l’est, en Bohême, les terres se peuplent d’Avars puis de Slaves.

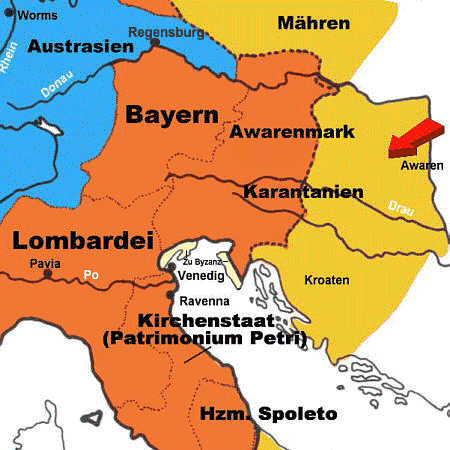
La marche des Avars et la marche de Carantanie au temps de Charlemagne.

Vainqueur des Avars, le monarque franc Charlemagne proclame vers 800 la création de deux provinces aux marches de l’empire d’Occident, dans l’actuelle Basse-Autriche : la Marche des Avars et la Marche de Carantanie.
Le capitulaire De Villis, édicté par Charlemagne en vue de l’administration des terres de la Couronne, est une source précieuse pour la connaissance de l’économie pré-médiévale, notamment l'agriculture et l’art des jardins. Ce texte ne nous est parvenu que par un unique manuscrit, aujourd’hui conservé à la Herzog August Bibliothek de Wolfenbüttel.
Les directives contenues dans ce bref documents sont très claires : on y lit par exemple qu’il faut conserver le vin dans des tonneaux, et non dans des outres, et que, pour des raisons de propreté, il ne faut pas fouler le raisin aux pieds (chap. 48). Charlemagne fit sélectionner les meilleurs cépages qu’il classa en « vins francs » (les meilleurs) et « hunniques ». C’est sous les règnes de Charlemagne et de Louis le Germanique que le domaine de l'Abbaye de Niederaltaich s'étendit jusqu'à la Wachau, mais l’Abbaye de Herrieden ainsi que les abbés de Freising, de Passau et de Ratisbonne y possédaient aussi des terres. Dans le cadre de la mise en culture des vallées fluviales, les coteaux de Wachau furent aménagés en terrasses.
En 955, Otton 1er, premier empereur du Saint-Empire germanique, fit replanter les vignobles abandonnés depuis l'effondrement de l'Empire romain.
En 976, Liutpold (Léopold), de la dynastie des Babenberg, reçut en fief la Marcha orientalis, une région recouvrant en gros l'ancienne marche des Avars. Les Babenberg poursuivirent une politique soutenue de défrichement et de colonisation ; avec l’appui d'autres maisons princières (celle des barons de Kuenring), ils s’assurèrent ainsi une prospérité durable. Le premier château fut celui de Pöchlarn, puis ils optèrent pour Melk.
À la différence de son père, qui gouvernait depuis son palais de Klosterneuburg, Henri II, dit Jasomirgott décida en 1145 de faire de Vienne sa résidence. Ce n'est que par cette décision royale que Vienne finit par prendre l’ascendant sur Krems, Melk ou Klosterneuburg, avant de s'imposer comme la capitale incontestée du pays. L’implantation du nouveau palais allait en outre stimuler le vignoble viennois, qui déborda de ses coteaux originels du Nussberg et du Bisamberg. Les actuels 3e et 4e districts, Landstraße et Wieden, étaient alors couverts de vignes. Un plan de Vienne de 1547 représente encore les vignobles de l’église des Minorites de Vienne.
La noblesse et la bourgeoisie ont essayé très tôt d’entamer le monopole du vin des comtes d’Autriche et des congrégations. Le premier rachat attesté de vignobles par un roturier remonte à l’année 1170 : un bourgeois dnommé Reingerus aurait alors fait l'acquisition de trois vignobles.

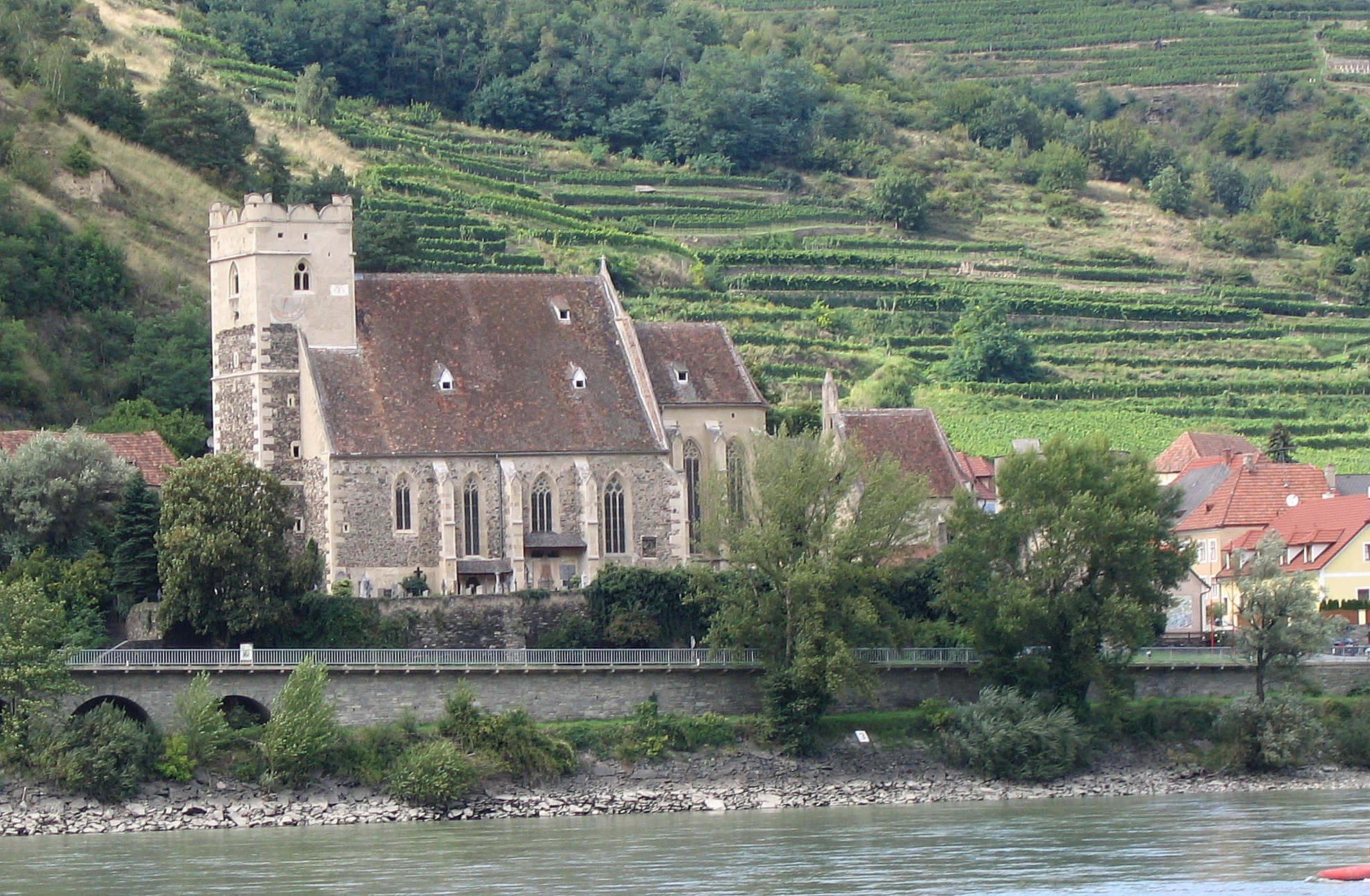
La chapelle fortifiée Saint-Michel, qui appartenait dès 1280 au domaine de Thal Wachau.

Les plus grandes abbayes des Alpes autrichiennes et bavaroises : l’abbaye de Göttweig, l’abbaye de Klosterneuburg, l’abbaye de Zwettl, l’abbaye de Melk, l’abbaye de Lilienfeld et l’abbaye de Heiligenkreuz se constituèrent un énorme patrimoine viticole entre le XIe siècle et le XIIIe siècle. C'est ainsi qu'en 1250 elles fondèrent un fief, Thal Wachau, regroupant les villages actuels de Joching, de Saint-Michel, de Wösendorf-in-der-Wachau et de Weiszenkirchen-in-der-Wachau, dont le chef-lieu était Weißenkirchen in der Wachau.
Le 21 mars 1359, le duc d’Autriche Rodolphe IV dit le fondateur, proclama dans tout le duché une franchise sur les boissons appelée Ungeld. Par la suite, les autorités ducales introduisirent la dîme alpine et des droits d’octroi frappant le transport du vin et plus généralement des marchandises à travers le pays.
La production et la consommation de vin ont atteint leur apogée, en Autriche comme dans tout le Saint Empire Romain, au cours de l’optimum climatique médiéval : en Europe centrale, la température était supérieure d'environ 1 °C en moyenne qu'au cours de la période 1961-1990. La limite de culture en altitude au nord des Alpes était supérieure de 200 m à ce qu'elle est aujourd'hui, si bien que la surface de vignoble a connu son extension maximum au Moyen Âge : le vignoble était alors dix fois plus étendu qu’aujourd’hui. Même dans la région de Salzbourg, en Haute-Autriche, au Tyrol et en Carinthie, les vignobles étaient considérables,.
La culture de la vigne connut une forte expansion au XVIe siècle lorsque les Turcs interdirent celle-ci en Hongrie qu'ils avaient conquise en grande partie. À cette époque, le vignoble autrichien couvrait une superficie d'environ 560 000 hectares.
La viticulture prit un regain d'élan avec la promulgation d’une circulaire de l’empereur Joseph II de 1784, réglementant l’appellation de vin nouveau pour les restaurants gastronomiques. La crise du phylloxéra (1867) et les mycoses ont dévasté une grande partie du vignoble autrichien. Cette crise, comme dans le reste de l’Europe, n’a été surmontée que par la greffe de surgeons américains. L’Institut viticole de Klosterneuburg, fondé en 1860, est l'une des plus anciennes écoles d'agronomie au monde ; l’institut viticole de Krems an der Donau ouvrit ses portes 15 ans plus tard. C'est là qu’au cours des premières décennies du XXe siècle furent obtenus plusieurs cépages résistants comme ceux de Zweigelt, le Blauburger, le Goldburger et les Jubiläumsrebe.
Le scandale du vin au glycol (1985) a porté un coup terrible au monde de l’œnologie : des vignerons autrichiens avaient coupé leur vin avec du diéthylène glycol pour lui donner plus de corps ; pourtant cet épisode malheureux a servi de catalyseur dans la redécouverte des qualités propres aux vins d'Autriche. Les autorités ont promulgué une loi réglementant les vins, qui fut à l'époque la plus sévère au monde,.

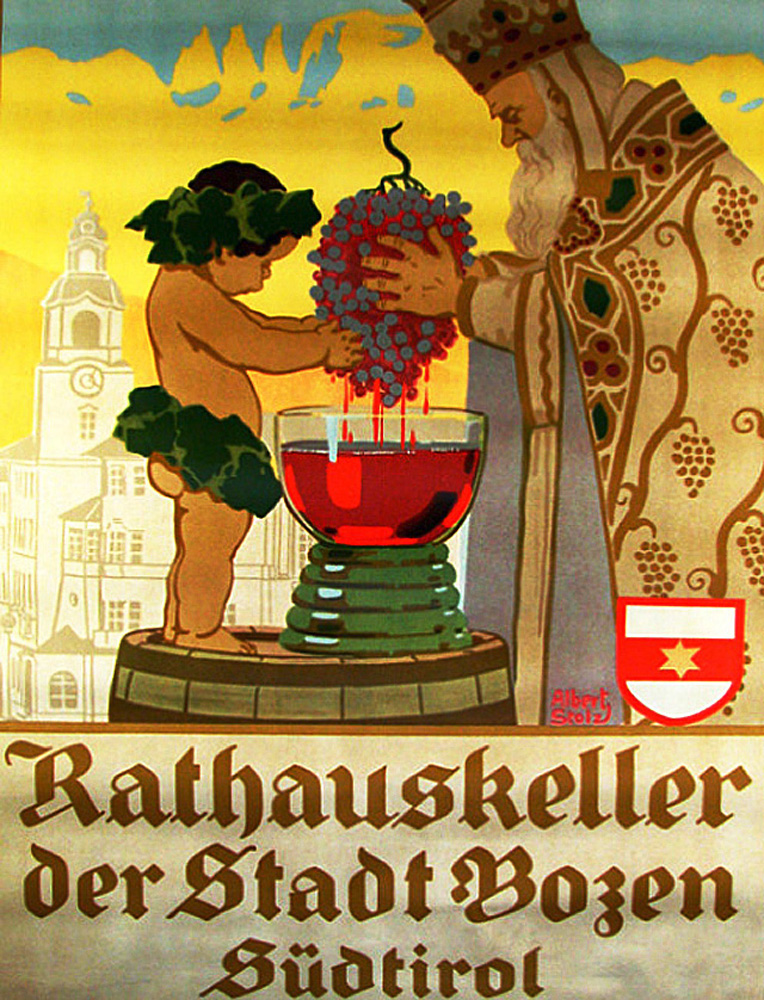
Publicité pour le vin du Haut-Adige en 1915

## La réglementation autrichienne

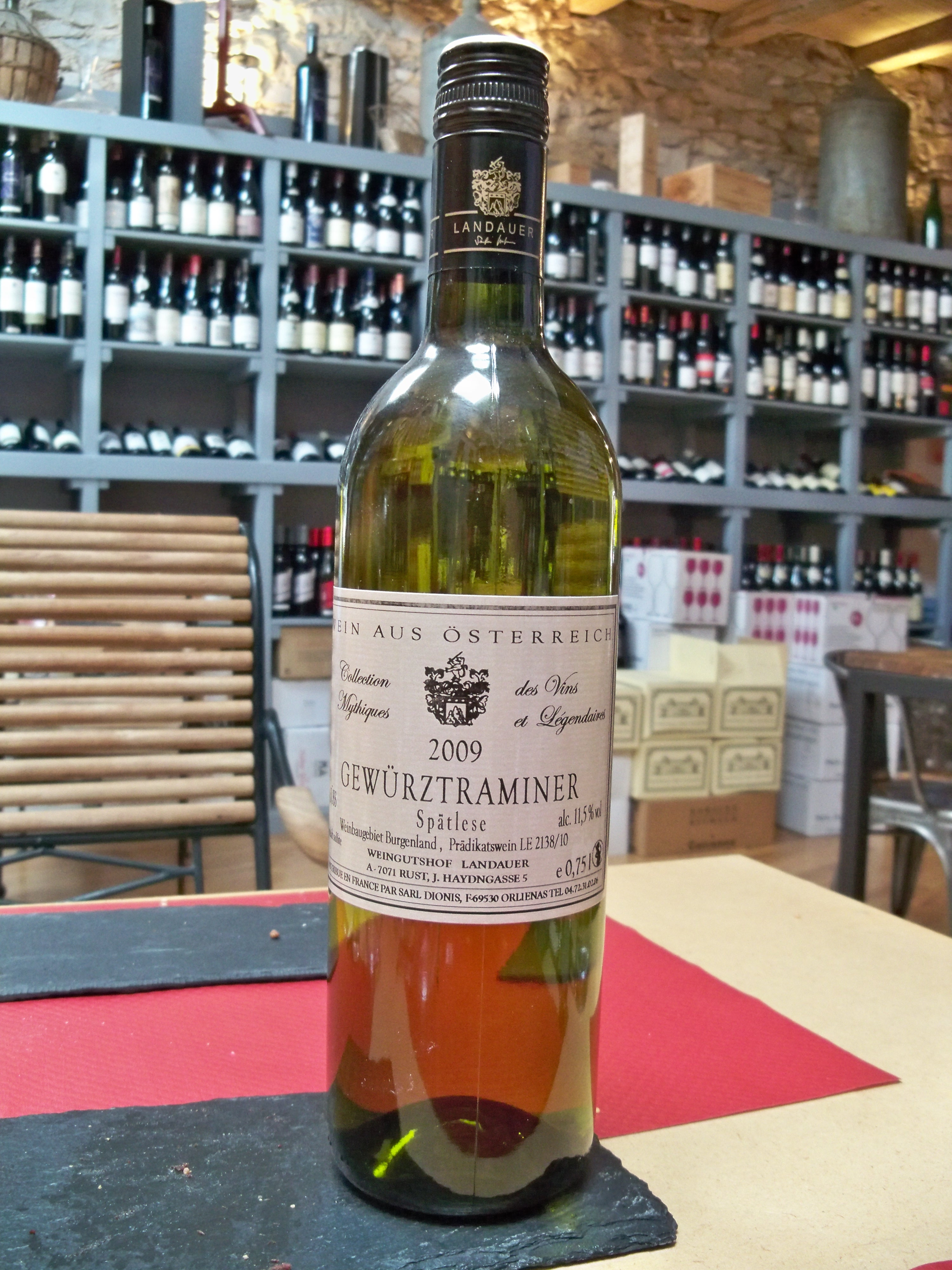
Gewurtztraminer d'Autriche, 2009
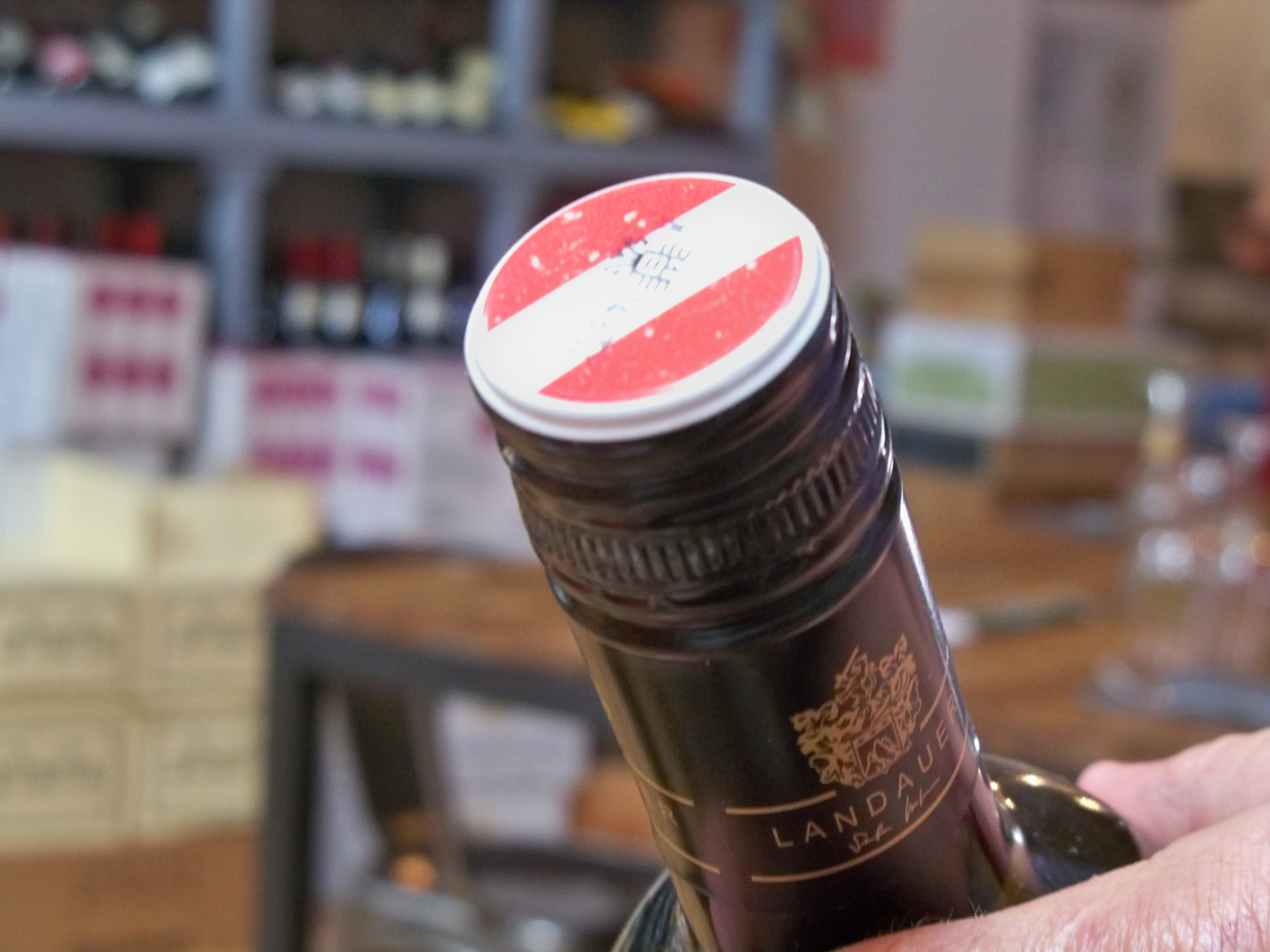
Capsule utilisée pour les vins de qualité depuis 1985
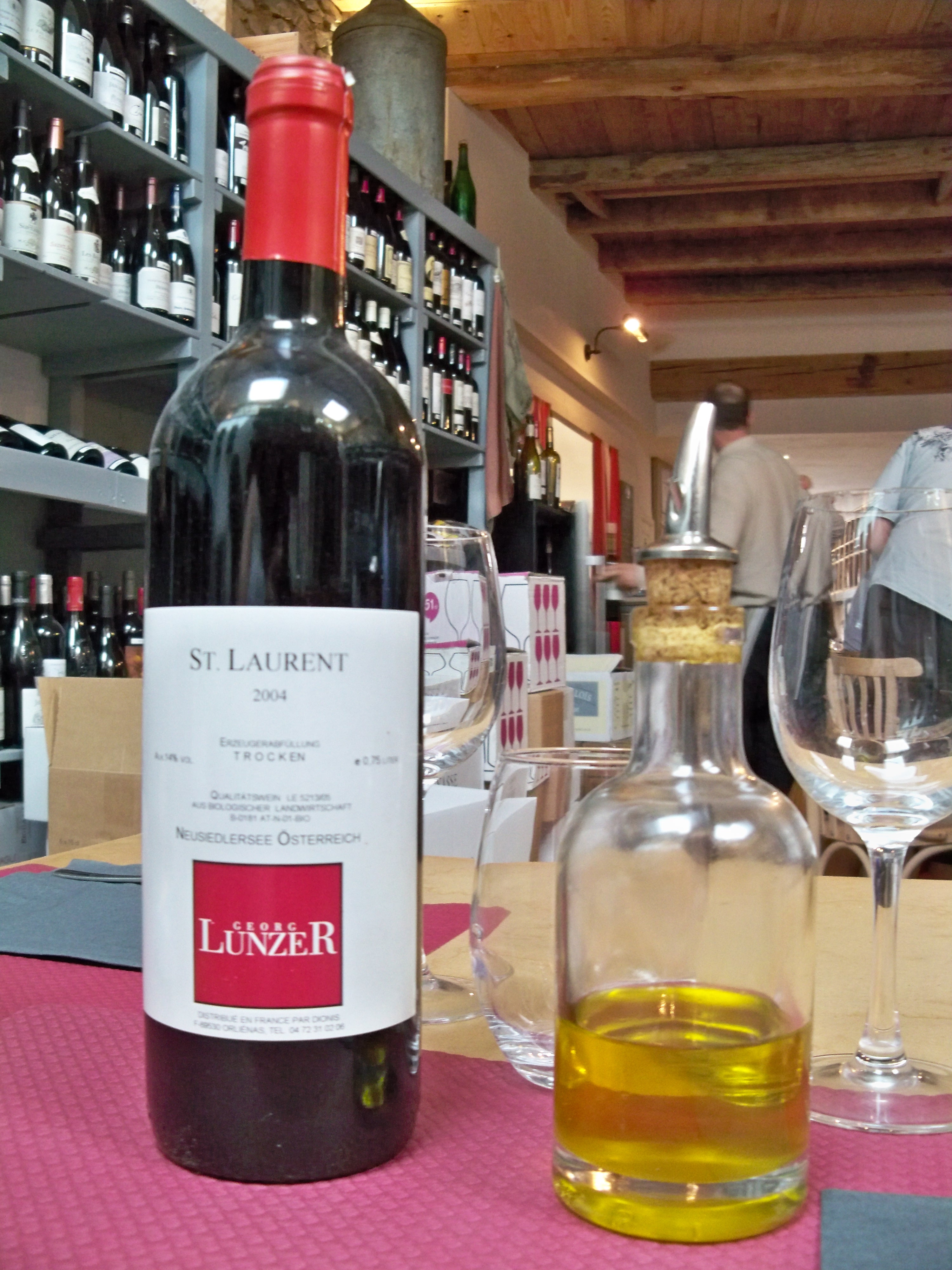
Trocken Saint-Laurent, 2004

L'Autriche, pays membre de l'Union européenne, applique les règlements européens qui supplantent la législation nationale. La réglementation avait commencé à se renforcer à partir de 1985, année lors de laquelle de graves pratiques frauduleuses furent révélées au grand jour.

## Les cépages cultivés en Autriche
Le tableau suivant comprend les 22 cépages blancs et les 13 cépages rouges qui sont autorisés en Autriche pour l'élaboration des vins de qualité (Qualitäts- und Prädikatsweine). Le classement est effectué par ordre croissant selon la superficie cultivée. Toutes les valeurs en pourcentage sont exprimées par rapport à la superficie cultivée totale de 45 533 ha (2009).
| - Grüner Veltliner (Weißgipfler) 17 479,30 ha, 36,04 % - Welschriesling 4 323,05 ha, 8,91 % - Rivaner (Müller-Thurgau) 3 289,27 ha, 6,78 % - Pinot blanc (Weißburgunder, Weißer Burgunder, Klevener) avec Chardonnay et Morillon 2 935,53 ha, 6,05 % - Riesling (Weißer Riesling, Rheinriesling) 1 642,99 ha, 3,39 % - Gemischter Satz blanc 1 370,91 ha, 2.83 % - Neuburger 1 093,85 ha, 2.26 % - Frühroter Veltliner (Malvasier) 625,78 ha, 1.29 % - Scheurebe (Sämling 88) 529,46 ha, 1.09 % - Bouvier 364,93 ha, 0,75 % - Gewurztraminer, Traminer 362,87 ha, 0,75 % - Muscat ottonel 418,17 ha, 0,68 % - Sauvignon blanc (Muskat-Sylvaner) 314,39 ha, 0,65 % - Goldburger 308,55 ha, 0,64 % - Pinot gris (Pinot Grigio, Grauer Burgunder, Ruländer) 292,57 ha, 0,60 % - Roter Veltliner 257,67 ha, 0,53 % - Muscat blanc à petits grains (Gelber Muskateller) et Muscat rouge à petits grains (Roter Muskateller) 143,29 ha, 0.30 % - Rotgipfler (Rotreifler) 118,42 ha, 0,24 % - Zierfandler (Spätrot) 98,24 ha, 0.20 % - Autres cépages blancs 91,22 ha, 0.19 % - Sylvaner (Grüner Silvaner) 52,61 ha, 0,11 % - Jubiläumsrebe 30,28 ha, 0.06 % autorisé depuis 1960 - Furmint 1,16 ha, 24 ppm |  | - Blauer Zweigelt (Zweigelt, Rotburger) 4 349,73 ha, 8,97 % - Blaufränkisch 2 640,61 ha, 5,44 % - Portugais bleu (Blauer Portugieser) 2 358,18 ha, 4,86 % - Blauburger 883,95 ha, 1,82 % - Blauer Wildbacher (Schilcher) 464,11 ha, 0,96 % - Saint-laurent (Sankt Laurent) 415.07 ha, 0.86 % - Pinot noir (Blauburgunder, Blauer Burgunder, Blauer Spätburgunder) 408,93 ha, 0,84 % - Gemischter Satz rouge 358,10 ha, 0.74 % - Cabernet Sauvignon 311,65 ha, 0.64 % - Merlot 111,76 ha, 0.23 % - Cabernet Franc 27,11 ha, 0.06 % - Autres cépages rouges 22,43 ha, 0.05 % - Syrah pas de données - Roesler (Rössler, Roessler, Roesler) pas de données, autorisé depuis 2000 - Rathay pas de données, autorisé depuis 2000 |

### Cépages de table
Comme l'Autriche importe environ 40 000 tonnes de raisins destinés au vin de table par an et que seule une partie infime est produite dans le pays, on tente d'augmenter la superficie cultivée avec ce type de raisins depuis 2010, essentiellement dans la zone viticole du Weinviertel. Ainsi 11,5 hectares ont été plantés par 13 vignerons.

## Les terroirs autrichiens
Les terroirs autrichiens comprennent 4 régions principales et 17 zones viticoles.

### Régions principales
- Vignoble de la Basse-Autriche, le long du fleuve Danube ;
- Vignoble du Burgenland, région au climat le plus chaud ;
- Vignoble de la Styrie, entre Graz et la frontière slovène ;
- Vignoble de Vienne, la capitale de l'Autriche.

### Zones viticoles

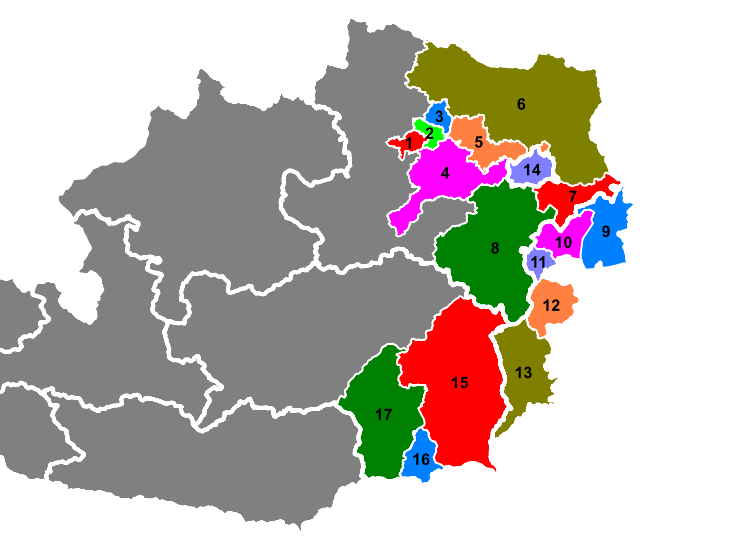
Carte des vignobles d'Autriche

1. Wachau
2. Kremstal
3. Kamptal
4. Traisental
5. Wagram
6. Weinviertel
7. Carnuntum
8. Thermenregion
9. Neusiedlersee
10. Leithaberg
11. Rosalia
12. Mittelburgenland
13. Eisenberg
14. Vienne (Wien)
15. Vulkanland Steiermark
16. Südsteiermark
17. Weststeiermark

### Vidéos
- [vidéo] « La Wachau » sur Arte, 2003, 27 min.